# L'Égal de Dieu
L'Égal de Dieu est un roman d'Alain Absire publié en 1987 aux éditions Calmann-Lévy et ayant reçu la même année le prix Femina.

## Éditions
- L'Égal de Dieu, éditions Calmann-Lévy, 1987,  (ISBN 2-253-06110-7)